# 427 Galene
Galene (asteroide 427) é um asteroide da cintura principal com um diâmetro de 29,98 quilómetros, a 2,625026 UA. Possui uma excentricidade de 0,1173671 e um período orbital de 1 873,38 dias (5,13 anos).
Galene tem uma velocidade orbital média de 17,27094109 km/s e uma inclinação de 5,12684º.
Esse asteroide foi descoberto em 27 de Agosto de 1897 por Auguste Charlois.